# Uzbrojenie policji
Ten artykuł należy dopracować:

przedstawiono sytuację tylko z polskiej perspektywy – artykuł powinien być przekrojowy.
Pomóż go poprawić. Na stronie dyskusji mogą znajdywać się pomocne komentarze.
Uzbrojenie Policji - Dzięki "Programowi modernizacji uzbrojenia funkcjonariuszy Policji i Straży Granicznej w latach 2001-2004" Policja uzbrojona jest w nowoczesną broń, głównie produkcji niemieckiej (firmy Walther oraz Heckler & Koch) oraz austriackiej (Glock GmbH). 88% broni przybocznych stanowią samopowtarzalne pistolety Walther P99, zasilane amunicją 9x19mm Parabellum oraz Glocki model 17, 19 oraz 26. Wypierają one przestarzałą broń P-64 oraz ich młodszą wersję P-83 - oba zasilane nabojem 9x18 mm Makarow. Wśród pistoletów maszynowych prym wiedzie polski Glauberyt PM-98 oraz jego starszy brat model PM-84 (oba używające amunicji 9x19mm Parabellum).
Od 2003 roku prowadzona jest intensywna aktualizacja uzbrojenia oddziałów antyterrorystycznych oraz CBŚ - do wyposażenia należą niemieckie MP5 (wersje A3 oraz KA4), HK UMP, karabiny szturmowe G36 (wersje C oraz V), karabiny wyborowe TRG 21 oraz granatnik HK 69.
Poza wymienionymi wzorami uzbrojenia na stanie jednostek znajdują się także strzelby gładkolufowe kal. 12, w których stosowana jest amunicja penetracyjna (W8MP - breneka, LFT-6.8 - loftka, PR-PIK, SAK) i obezwładniająca (BĄK, CHRABĄSZCZ, CS, ONS-2000). Strzelby te wykorzystywane są przez Oddziały Prewencji Policji, służbę ruchu drogowego, pododdziały antyterrorystyczne Policji oraz Centralne Biuro Śledcze KGP.
W 2018 roku zakupiono pistolety Arex Rex Zero 1CP, a w 2019 pistolety Beretta APX, pistolety maszynowe MP5K, MP5A5 i MP5SD6, karabinki Haenel MK556 i karabiny HK417A2

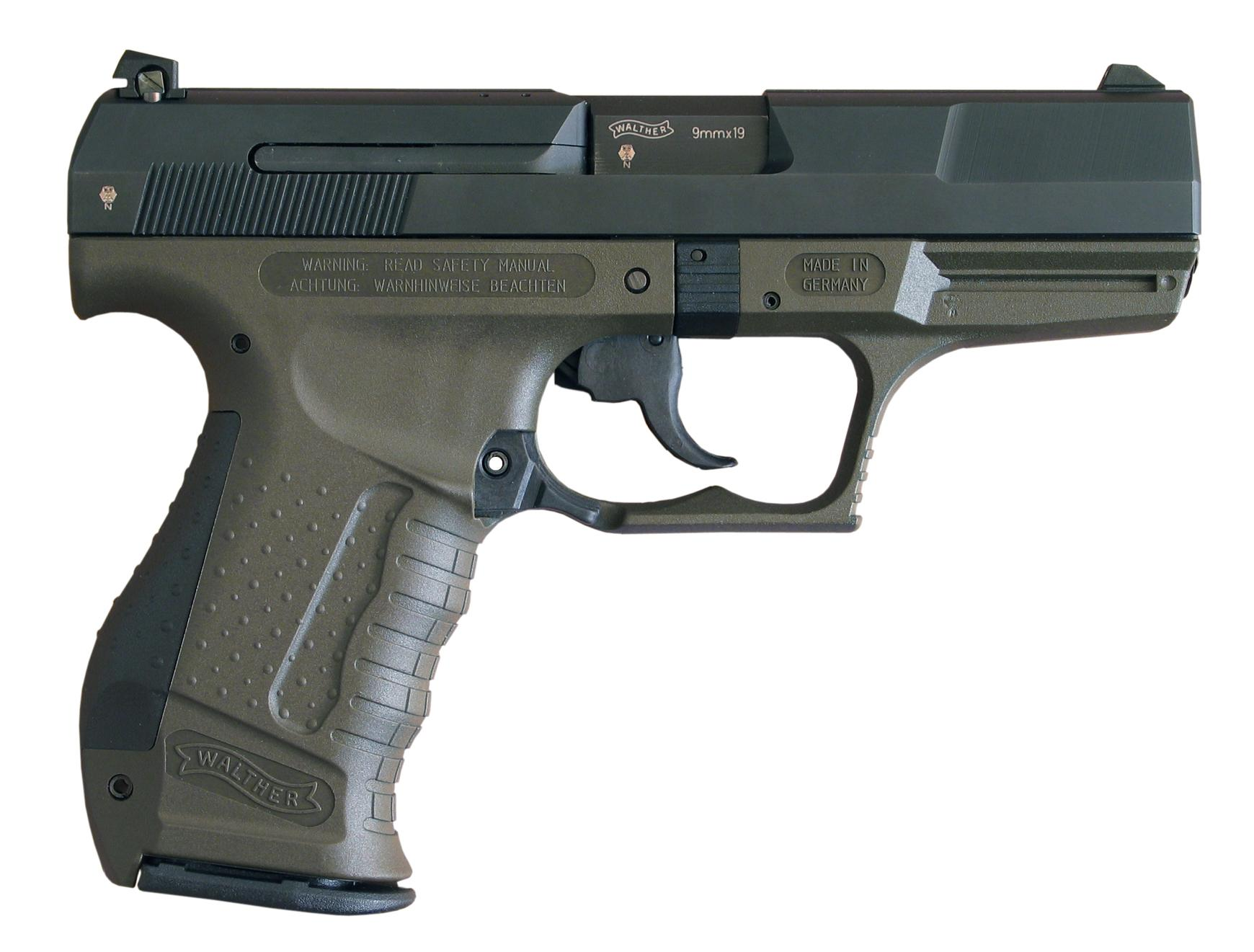
Walther P99
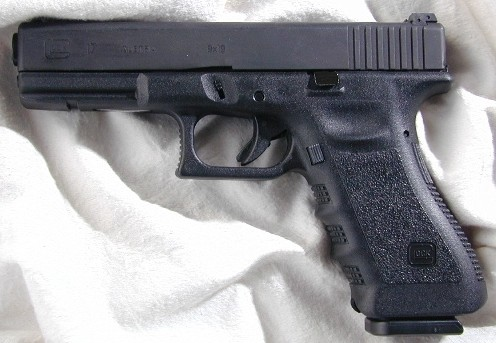
Glock 17
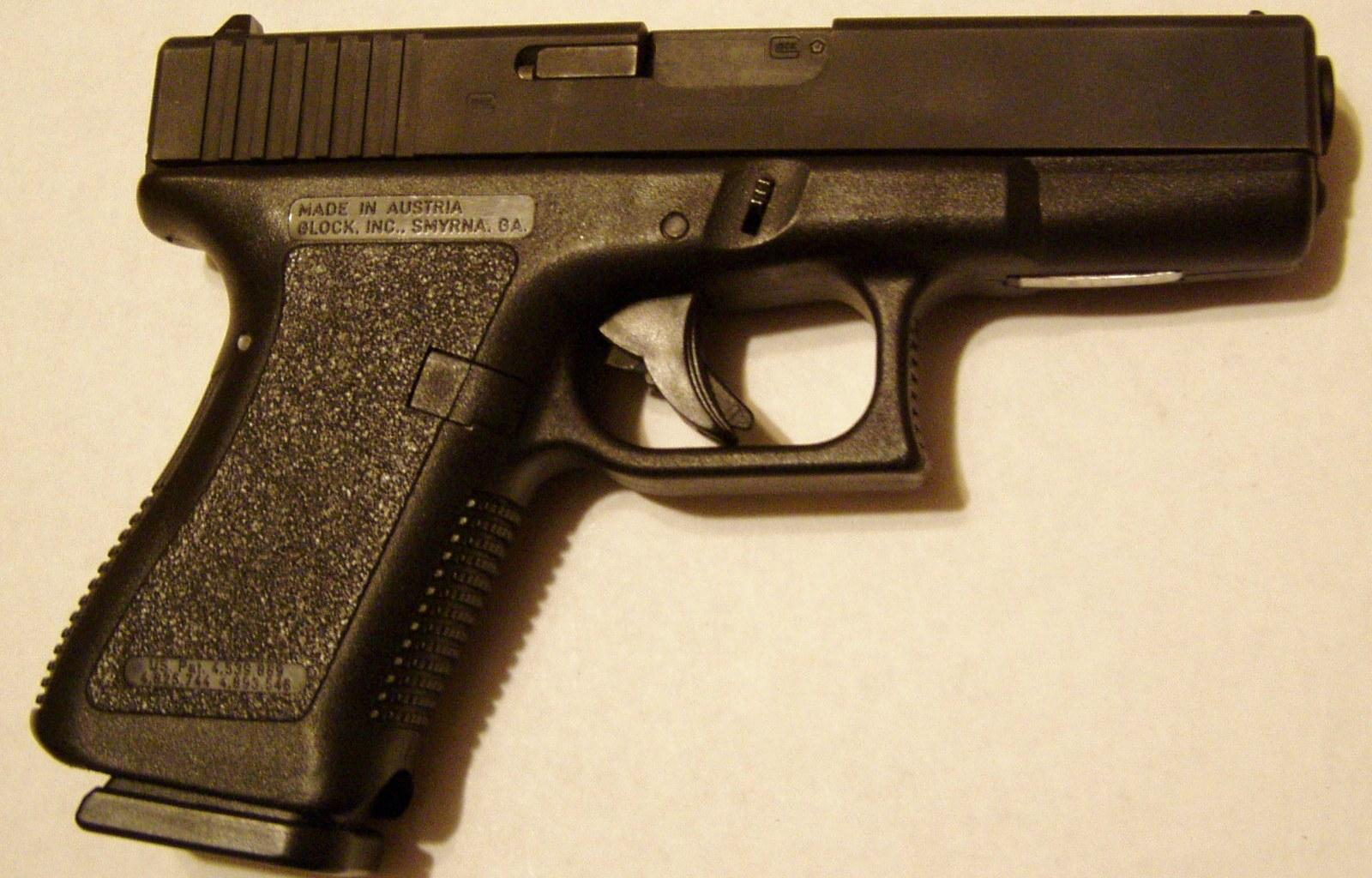
Glock 19
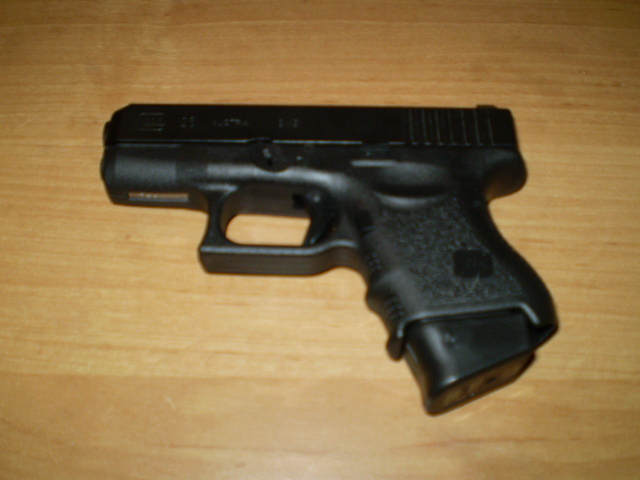
Glock 26
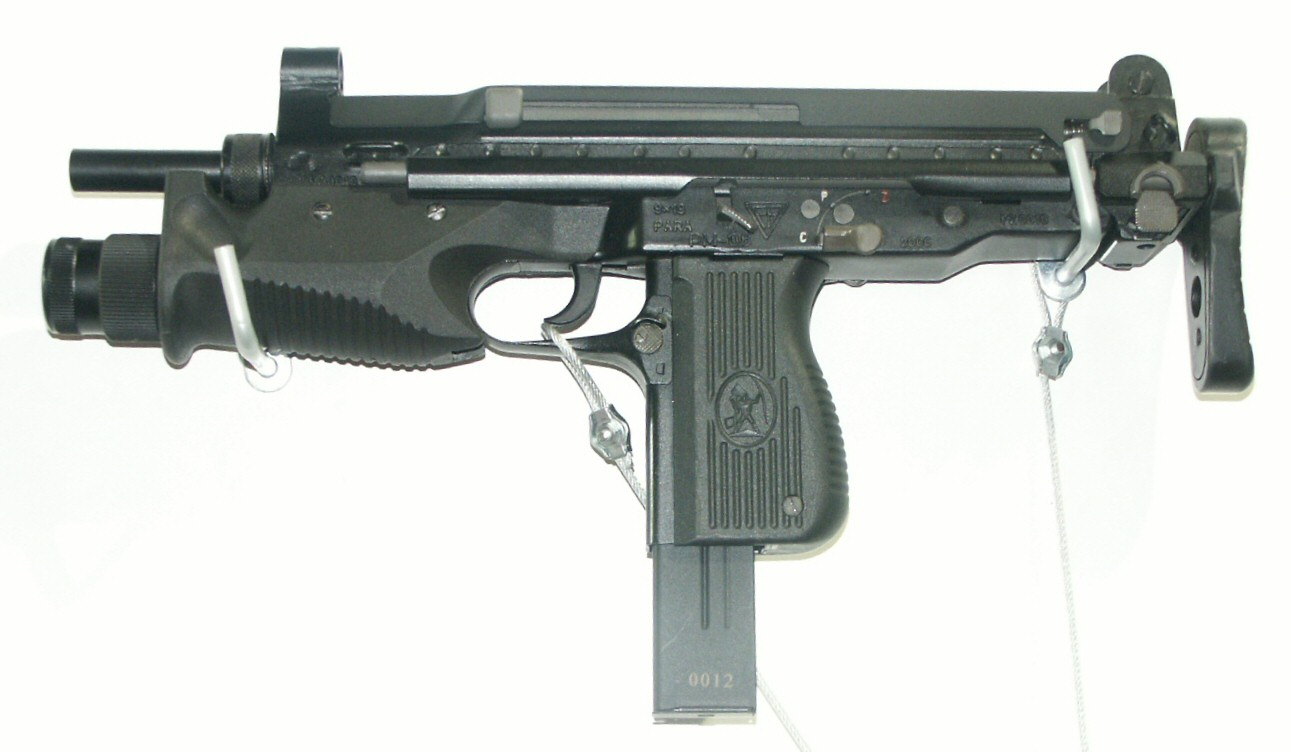
Glauberyt PM-98 wer. 06
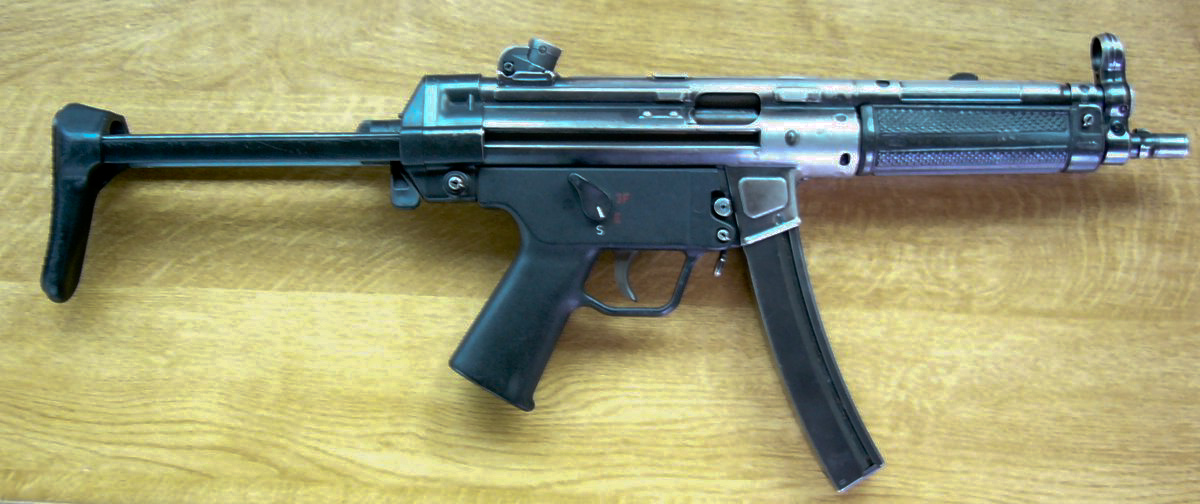
H&K MP5A3
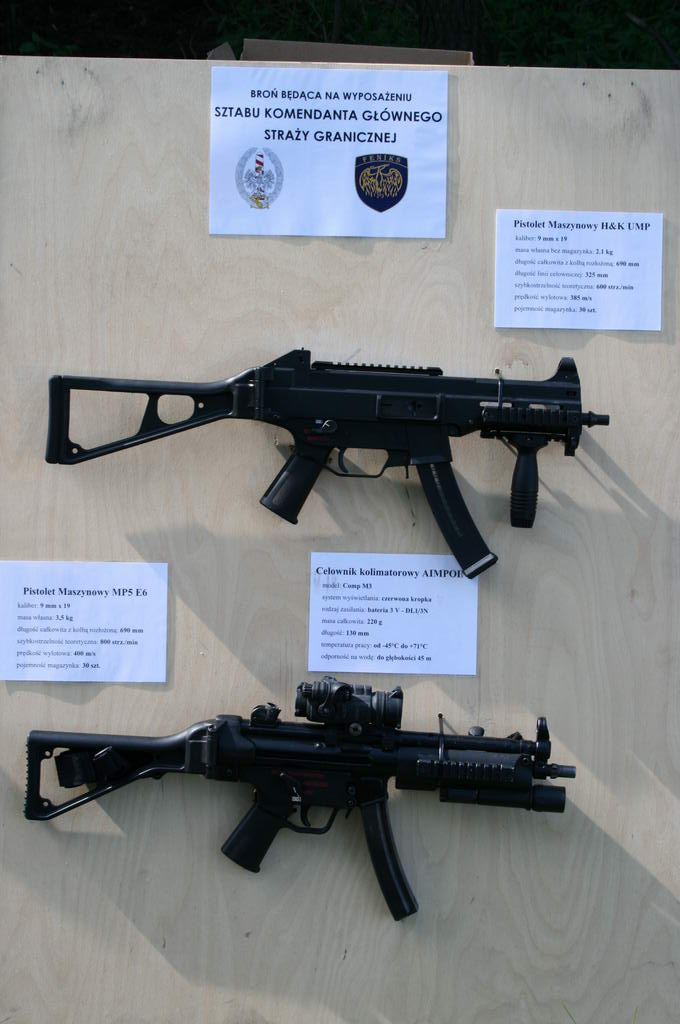
HK UMP
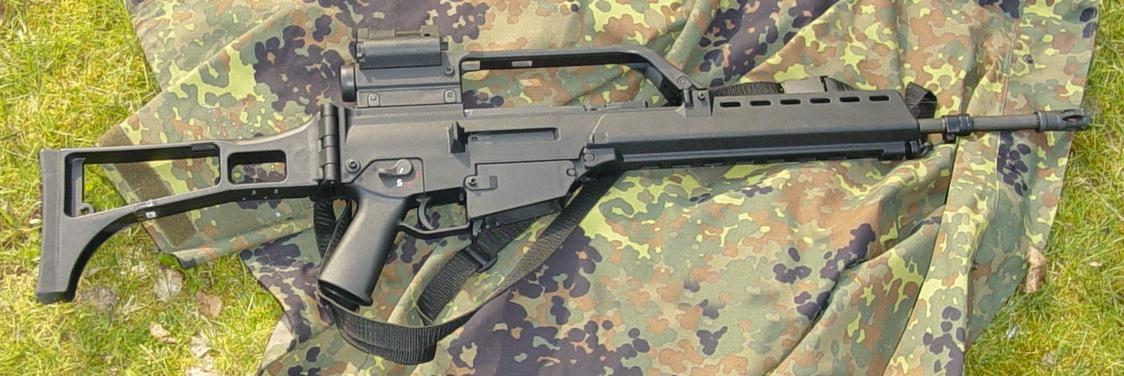
H&K G36